# Akademische Arbeitsgemeinschaft Verlag
Der Akademische Arbeitsgemeinschaft Verlag ist ein auf Steuer- und Geldfragen spezialisierter Verlag und Informationsdienstleister aus Mannheim. Über das klassische Verlagsprogramm mit Loseblattwerken, Büchern und Broschüren hinaus setzt das Unternehmen zunehmend auf Software-Produkte und digitale Inhalte in Form von E-Books und Einzelbeiträgen. Diese werden über die hauseigenen Fachinformationsportale publiziert. Das bekannteste Produkt aus dem Hause der Akademischen Arbeitsgemeinschaft ist die Steuersoftware „SteuerSparErklärung“.

## Geschichte
Mit der 64-seitigen Broschüre „Die Einkommensteuererklärung bzw. der Lohnsteuerjahresausgleich des Lehrers“, die 1973 im „Akademischen Arbeitskreis für Steuerfragen“ der Universität Mannheim entstand, legten Bernd Christian Grimm und Dieter Weber den Grundstein für die Verlagsgeschichte. Drei Jahre später 1976 ging der Akademische Arbeitsgemeinschaft Verlag als eigenständiges Unternehmen aus dem Arbeitskreis für Steuerfragen hervor.
Die erste Publikation, die unter dem Unternehmensnamen Akademische Arbeitsgemeinschaft Verlag erschien, war das Loseblattwerk „Steuertipps – Handbuch der Steuerersparnis“ von 1976.
Über die Jahre hinweg folgten zahlreiche Publikationen zu Steuer-, Geld- und Rechtsthemen. Das Thema Recht wurde später einem anderen Bereich des Mutterkonzerns zugeordnet.
1994 erschien mit dem Einkommensteuerprogramm „Steuertipps PC“ die erste Software der Arbeitsgemeinschaft für die Erstellung der Einkommensteuererklärung. 1995 folgte auf die DOS-Version eine Windows-Variante – gewissermaßen die Geburtsstunde der „SteuerSparErklärung“. 2012 wurde die SteuerSparErklärung erstmals auch für das Apple-Betriebssystem macOS angeboten und war damit auf den gängigsten Betriebssystemen verfügbar. Mit der Linux-Distribution Ubuntu 14.04 sei die Steuersoftware auch auf Linux uneingeschränkt lauffähig, berichtet 2014 Spiegel Online. Hierzu müsse die Software nur über die Windows-Schnittstellensoftware Wine installiert werden.
Seit Mitte 1997 gehört der Verlag zur Fachverlagsgruppe Wolters Kluwer Deutschland. Das Unternehmen mit Hauptsitz in Amsterdam (Niederlande) ist weltweit mit Verlagen und Softwareherstellern in den Bereichen Recht, Wirtschaft, Steuern, Bildung, Medizin und Wissenschaft tätig.

## Unternehmensschwerpunkt
Informationen, Software und Onlineangebote zu den Themen Steuern und Geld. Diese Angebote werden in den Marken Steuertipps und Geldtipps gebündelt und unter anderem auf den gleichnamigen Onlineportalen vertrieben. In den letzten Jahren wurde unternehmerisch verstärkt auf den Ausbau der digitalen Angebote sowie Onlineportale gesetzt. Wichtigste Marke des Unternehmens ist „Steuertipps“, unter der auch die Steuersoftware SteuerSparErklärung erscheint. Auf dem Portal Steuertipps.de erhalten Verbraucher, sortiert nach Lebenslage und Ereignis, Tipps rund um das Thema Steuern. Eine große Rolle nimmt dabei der Newsbereich ein, der von einer hauseigenen Redaktion gepflegt und aktualisiert wird. Aktuelle Urteile und Gesetzesentscheidungen aus dem Steuerrecht werden in verständlicher Sprache dargestellt und diskutiert, um daraus Ratschläge für die Leserschaft abzuleiten.

## Produkte (Auswahl)
- SteuerSparErklärung
- Steuertipps für Angestellte
- Steuertipps für Selbstständige
- ErbschaftsPlaner
- Der private AltersvorsorgePlaner
- Der VorsorgePlaner
- Der FinanzPlaner
- GeldBerater
- NebenkostenAbrechnung
- Absicherung bei Pflege und Betreuung
- Vermietung
- Kinder
- Immobilien kaufen, nutzen, veräußern

## Unternehmensstruktur
- Stefan Wahle, Geschäftsführer
- Christoph Schmidt, Geschäftsführer